# Syllepte orthogramma
Syllepte orthogramma là một loài bướm đêm trong họ Crambidae.